# Laura Birn
Laura Eveliina Birn (Helsinque, 25 de abril de 1981) é uma atriz finlandesa de cinema e televisão. Ficou conhecida internacionalmente ao interpretar a robô Eto Demerzel na série Foundation da Apple TV+.

## Primeiros anos e educação
Birn nasceu em Helsinque, Finlândia. Ela concluiu seu mestrado na Academia de Teatro de Helsinque em 2008.

## Carreira
Ela é mais conhecida por suas aparições no filme de 2003 Helmiä ja sikoja ao lado de Mikko Leppilampi e, principalmente, por seu papel no filme de 2005 Lupaus. Ela desempenhou papéis em dramas históricos, comédias leves e filmes artísticos reflexivos com igual habilidade.
Nos Estados Unidos, é mais conhecida por seu papel coadjuvante no filme finlandês Joulutarina (título em português: Uma História de Natal) e em A Walk Among the Tombstones (2014).
Sua atuação no filme de 2012 Purge lhe rendeu uma indicação ao Prêmio Satellite de Melhor Atriz. Em 2021, ela começou a interpretar o papel da robô Eto Demerzel na série Foundation. A segunda temporada foi lançada em 2023. As filmagens da terceira temporada foram concluídas e o lançamento foi em julho de 2025.
Em 2024, a revista semanal finlandesa Suomen Kuvalehti escreveu, com base em registros fiscais públicos, que Birn é a atriz finlandesa mais bem pago de todos os tempos.

## Vida pessoal
Além do finlandês nativo, Birn também fala ou entende inglês, sueco, Português e Espanhol.
Laura Birn é casada e tem dois filhos.

## Filmografia

### Cinema
| Ano  | Título                                    | Personagem             | Ref.   |
| ---- | ----------------------------------------- | ---------------------- | ------ |
| 2002 | Stripping                                 | Kaupan kassa           |        |
| 2003 | Pearls and Pigs                           | Laura                  |        |
| 2005 | Promise                                   | Mona Moisio            |        |
| 2007 | Joulutarina (Christmas Story)             | Aada                   |        |
| 2008 | 8 Days to Premiere (8 päivää ensi-iltaan) | Vilma                  |        |
| 2008 | Rally On!                                 | Aija                   |        |
| 2012 | Must Have Been Love                       | Anna                   |        |
| 2012 | Naked Harbour                             | Iiris                  | [ 11 ] |
| 2012 | The Purge                                 | Aliide Truu (jovem)    | [ 12 ] |
| 2013 | Heart of a Lion                           | Sari                   | [ 13 ] |
| 2013 | August Fools                              | Kaarina Suo            |        |
| 2014 | A Walk Among the Tombstones               | Leila Alvarez          |        |
| 2014 | La preda perfetta                         | -                      |        |
| 2014 | Helsinki Edestä                           | -                      |        |
| 2015 | I nuovi vicini (The Ones Below)           | Theresa                | [ 14 ] |
| 2015 | The Girl King                             | Condessa Erika Erksein | [ 15 ] |
| 2015 | Armi elää!                                | Leena                  |        |
| 2020 | Helene                                    | Helene Schjerfbeck     |        |
| 2020 | Ensilumi                                  | Annika                 |        |
| 2020 | Viimased                                  | -                      | [ 16 ] |
| 2021 | Light Light Light                         | -                      |        |
| 2024 | The Crow                                  | Marion                 |        |

### Televisão
| Ano           | Título                         | Personagem       |
| ------------- | ------------------------------ | ---------------- |
| 2003          | Tuulikaappimaa                 | -                |
| 2006          | Jumalan kaikki oikut           | -                |
| 2007–2012     | Karjalan kunnailla             | Hanna Kotilainen |
| 2008          | Married to a Lie               | Sonja            |
| 2018          | Onnela                         |                  |
| 2018          | The Innocents                  | Elena Askeland   |
| 2021–presente | Foundation                     | Demerzel         |
| 2022          | Summer of Sorrow (Munkkivuori) | Anne             |